# Jean Le Marois
Pour les articles homonymes, voir Le Marois.
Jean Léonor François, comte Le Marois (Le Marrois ou Lemarrois), né le 17 mars 1776 à Bricquebec et mort le 13 octobre 1836 à Paris, est un général et homme politique français.

## Biographie

### Début de carrière
Son père était cultivateur à Bricquebec (Manche), puis est commis de la maîtrise des Eaux et Forêts du lieu. Ses frères René (1769-1811), chevalier de l'Empire, et Yves (1772-1807), tué à la bataille d'Eylau, seront colonels. Jean Le Marois vient d'être admis à l'école de Mars, instituée récemment par la Convention, lorsque Le Tourneur de la Manche, également originaire du Cotentin, le choisit pour officier d'ordonnance en se rendant à Toulon. Au 13 vendémiaire, il sert comme lieutenant à l'état-major de la 1re division. Napoléon Bonaparte le remarque et en fait, le soir même, son aide de camp jusqu'en 1814. Il est par ailleurs témoin de mariage de Napoléon et de Joséphine de Beauharnais. Il participe à la Campagne d'Italie. À la bataille de Lodi, courageux et plein de fougue, le jeune Lemarrois a ses vêtements criblés de balles. À Roveredo, où il a décidé le gain de la bataille sur un point important, il est renversé de cheval dans une charge impétueuse, et une partie des colonnes ennemies lui passe sur le corps. Il se distingue également à Arcole. Bonaparte le cite dans plusieurs bulletins et le choisit pour présenter au Directoire les drapeaux conquis ; mais les blessures au Combat de Rovereto l'empêchent de faire la campagne d'Égypte. 
À son retour en France, Bonaparte le rappelle, il l'a à ses côtés le 18 brumaire. Chef de brigade le 13 janvier 1800, il est nommé colonel à Marengo, et il est chargé de porter au général ennemi les propositions de paix. Le Premier Consul le nomme au commandement des Côtes du Nord. Il devient général de brigade le 29 août 1803.

### Général et aide de camp de Napoléon

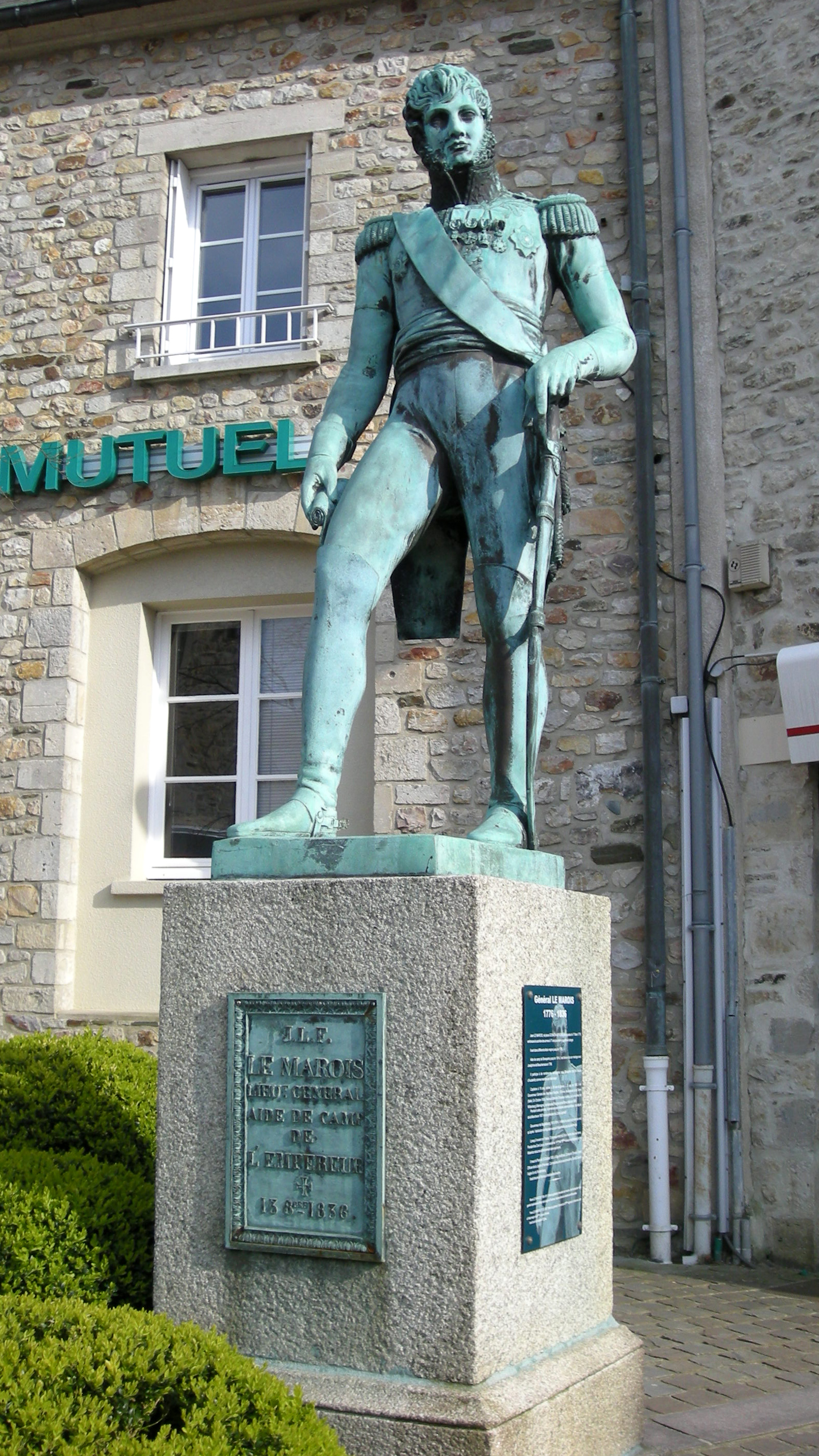
Monument commémoratif (1837) à Bricquebec.

Général de division le 24 décembre 1805 après Austerlitz, il devint en 1806 gouverneur des marches d'Ancône, de Fermo, du duché d'Urbino, etc. Après la bataille d'Iéna durant laquelle il est grièvement blessé, l'Empereur le nomme gouverneur de Wittenberg, où il réprime l'insurrection de Torgau ; puis successivement ceux de Stettin, Tilsitt et de Varsovie en 1807. Il se rend en Italie comme gouverneur des Légations et commandant des troupes.
Le 7 mars de la même année, il est élu par le Sénat conservateur, député de la Manche au Corps législatif, et devient l'un des vice-présidents de cette Assemblée. Comte d'Empire le 15 juin 1808, Napoléon le nomme en 1809 gouverneur de Rome, et pendant la campagne de Russie au commandement du camp de Boulogne.
Le général Lemarrois fait la campagne d'Allemagne de 1813 à la Grande Armée mais s'oppose à la campagne de Russie. Il a le commandement de Magdebourg à la fin de l'année, y est assiégé et commande en personne plusieurs sorties, où il montre toujours une éclatante bravoure, ne rend la place que sur l'ordre du nouveau gouvernement français, et ramène en France toute la garnison de 18 000 hommes avec ses 52 canons. Il se retire alors dans ses foyers. Le 20 mars il est aux Tuileries auprès de l'Empereur. Pair de France et commandant des 14e et 45e divisions pendant les Cent-Jours, il se prépare à venir au secours de Paris, après la bataille de Waterloo, avec la garde nationale de Rouen, lorsqu'il apprend le traité signé avec les alliés. 

### Retraite
À l'entrée des alliés dans la capitale en 1815, il  laisse son commandement et reprend le chemin de la retraite qu'il ne quitte plus. Époux d'une riche héritière, son patrimoine augmenta d'autant plus vite, ce qui lui permit entre autres de se rendre acquéreur, en 1819, du domaine de Pépinvast au Vicel.
Après avoir résidé dans un hôtel à l'angle de la rue Gramont et du boulevard des Italiens, puis 8 rue Duphot, il fait construire en 1829 avec son fils un hôtel particulier rue Blanche à Paris.
Mort le 13 octobre 1836, dans sa soixantième année, à la suite d'une longue et douloureuse maladie, il est inhumé au cimetière de Montmartre à Paris (19e division). Un monument à sa mémoire a été érigé dans sa ville natale, Bricquebec, en 1837 et son nom est gravé sous l'Arc de triomphe de l'Étoile, côté Est (11e colonne), "LEMAROIS".

## Décorations
Il est grand officier de la Légion d'honneur (23 août 1808), commandant de la Couronne de fer et chevalier de Saint-Louis.

## Famille
Jean Le Marois est le père de Jules Polydore Le Marois (1802-1870), également député de la Manche, et de Coralie Le Marois, qui épouse en 1824 Louis-Hector de Galard de Brassac de Béarn (1802-1871), « alliance entre un partenaire de la vieille noblesse traditionnelle, en difficultés de fortune et un peu désargentée, et une héritière de la nouvelle société post révolutionnaire issue de l'Empire, et porteuse d'une grande fortune récente, en l'occurrence celle d'un général d'Empire qui a fait carrière et fortune dans le sillage de Bonaparte (…) pourvu de solides dotations par Napoléon, il épouse en 1801 la fille d'un très riche banquier belge, Hopsomer (…). Du côté Le Marois, 290 000 francs de revenus annuels, soit un capital immobilier et mobilier de six à sept millions (…). Les festivités du mariage célébré le 28 février 1824 coûtent 39 125,20 francs ». 
Coralie, après avoir donné le jour à deux enfants, et son mari parti en avril 1828, s'installe au château de la Rochebeaucourt avec son oncle Casimir de Mortemart, ambassadeur de France en Russie, pour accoucher une 3e fois, y perd une fille prématurée et meurt un mois après, le 25 novembre, à 24 ans et 9 mois.
Coralie a eu deux enfants, 
- Pauline de Galard de Brassac de Béarn (1825-1860) (portraiturée par Ingres[5]) qui épouse le duc Albert de Broglie (1821-1901). Cinq fils naissent de cette union.
- Henry (1826-1863) qui épouse Marie de Rigny, union sans postérité[6].

## Armes
|  | Jean Léonor François Le Marois (17 mars 1776 - Bricquebec - 14 octobre 1836 - Paris), général de brigade (29 août 1803), général de division (24 décembre 1805), 1er comte Le Marois et de l'Empire (15 juin 1808), Légionnaire (23 vendémiaire an XII (16 octobre 1803)), puis, Commandant (25 prairial an XII (14 juin 1804)), puis, Grand officier de la Légion d'honneur (23 août 1808), Commandeur de l'Ordre de la Couronne de Fer, Chevalier de l'Ordre royal et militaire de Saint-Louis (8 juillet 1814), Grand-croix de l'Ordre de l'Aigle d'Or du Wurtemberg, Pair de France (2 juin 1815 (Cent-Jours)), Écartelé : au 1 du quartier des comtes militaires de l'Empire ; au 2, de sinople, à un cheval galopant d'argent; au 3, de sinople, à une fleur de pensée au naturel ; au 4, d'azur, à la croix alésée d'or. |